# Alessandro Vanotti
Alessandro Vanotti (Bergamo, 16 september 1980) is een voormalig Italiaans wielrenner. Gedurende zijn carrière won hij geen belangrijke individuele wedstrijden, maar wel ploegentijdritten. Vanotti reed vooral in dienst van anderen. Zo maakte hij deel uit van het Astana Pro Team dat met Vincenzo Nibali in 2014 de Ronde van Frankrijk won.

## Belangrijkste overwinningen
2007
1e (ploegentijdrit) en 5e etappe Wielerweek van Lombardije
1e etappe Ronde van Italië (ploegentijdrit)
2010
4e etappe Ronde van Italië (ploegentijdrit)
2013
1e etappe Ronde van Spanje (ploegentijdrit)
2015
2e etappe Ronde van Burgos (ploegentijdrit)
2016
Bergklassement Ronde van Oostenrijk
2e etappe Ronde van Burgos (ploegentijdrit)

## Resultaten in voornaamste wedstrijden
| Jaar | Ronde van Italië | Ronde van Frankrijk | Ronde van Spanje |
| ---- | ---------------- | ------------------- | ---------------- |
| 2004 | 44e              |                     |                  |
| 2005 | 74e              | 133e                |                  |
| 2006 | 69e              |                     |                  |
| 2007 | 107e             |                     | 66e              |
| 2008 | 86e              |                     | 75e              |
| 2009 | 107e             | 118e                |                  |
| 2010 | 76e              |                     |                  |
| 2011 | 72e              | 132e                |                  |
| 2012 |                  | 118e                |                  |
| 2013 | opgave           |                     | 113e             |
| 2014 |                  | 147e                |                  |
| 2015 |                  |                     | 135e             |
| 2016 |                  |                     | 97e              |

| Jaar | Milaan-San Remo | Gent-Wevelgem | Parijs-Roubaix | Luik-Bast.‑Luik | Ronde van Lombardije | Clásica San Sebastián |  | WK op de weg |  | Wereldranglijsten |
| ---- | --------------- | ------------- | -------------- | --------------- | -------------------- | --------------------- |  | ------------ |  | ----------------- |
| 2004 |                 |               |                |                 | 58e                  |                       |  |              |  |                   |
| 2005 |                 |               |                | 100e            |                      |                       |  |              |  | 182e (UPT)        |
| 2006 |                 |               |                |                 | 66e                  | 141e                  |  |              |  |                   |
| 2007 |                 | 90e           | 90e            |                 | 99e                  |                       |  |              |  |                   |
| 2008 |                 |               |                |                 |                      |                       |  |              |  |                   |
| 2009 | 72e             |               |                |                 |                      |                       |  |              |  |                   |
| 2010 |                 |               |                |                 |                      |                       |  |              |  | 267e (UWK)        |
| 2011 | 77e             |               |                |                 | opgave               |                       |  | opgave       |  |                   |
| 2012 |                 |               |                |                 |                      |                       |  |              |  |                   |
| 2013 |                 |               |                |                 |                      |                       |  |              |  |                   |
| 2014 |                 |               |                |                 |                      |                       |  |              |  |                   |
| 2015 |                 |               |                | opgave          | 95e                  |                       |  |              |  |                   |
| 2016 |                 |               |                |                 |                      |                       |  |              |  |                   |

## Ploegen
- 2002 –  Team Colpack-Astro (stagiair vanaf 1-9)
- 2003 –  De Nardi-Colpack (stagiair vanaf 1-9)
- 2004 –  De Nardi
- 2005 –  Domina Vacanze
- 2006 –  Team Milram
- 2007 –  Liquigas
- 2008 –  Liquigas
- 2009 –  Liquigas
- 2010 –  Liquigas-Doimo
- 2011 –  Liquigas-Cannondale
- 2012 –  Liquigas-Cannondale
- 2013 –  Astana Pro Team
- 2014 –  Astana Pro Team
- 2015 –  Astana Pro Team
- 2016 –  Astana Pro Team